# Jacob Aelbrechts
Jacob Aelbrechts (geboren in 1521 - overleden in de periode 1574-1584) was een klavecimbel- en luitbouwer uit Antwerpen.
De eerste vermelding van Aelbrechts als klavecimbelbouwer dateert van 1542, hij was toen 21 jaar. Hij was op dat ogenblik een van de eerste Zuid-Nederlandse bouwers van klavecimbels, die oorspronkelijk in Italië werden vervaardigd. In 1557 ondertekende Aelbrechts samen met negen andere klavecimbelbouwers een verzoekschrift aan de stadsmagistraat om tot de Antwerpse Sint-Lucasgilde te mogen toetreden. Op 28 maart 1558 werd Aelbrechts in de gilde opgenomen als vrijmeester.
De laatste vermelding van Aelbrechts als klavecimbelbouwer dateert van 1574. Sommige bronnen vermoeden dat Aelbrechts omstreeks 1584 overleden is omdat er nog vermeldingen van bijdragen aan de Sint-Lucasgilde zijn teruggevonden tot in 1585. Andere bronnen houden het op 1574.
Aelbrechts was ook bekend als luitbouwer. Tot in 1913 was een Belgische muzikant nog in het bezit van een luit van de hand van Aelbrechts maar dit exemplaar verdween gedurende de Eerste Wereldoorlog.
Zijn zoon Lucas Aelbrechts werd eveneens klavecimbelbouwer.